# Aarhus Challenger 2008
L'Aarhus Challenger 2008 è stato un torneo di tennis facente parte della categoria ATP Challenger Series nell'ambito dell'ATP Challenger Series 2008. Il torneo si è giocato a Aarhus in Danimarca dal al maggio 2008 su campi in terra rossa e aveva un montepremi di $42 500+H.

## Vincitori

### Singolare
Daniel Gimeno Traver ha battuto in finale  Éric Prodon con il punteggio di 7–5 7–5

### Doppio
Dawid Olejniczak /  Jean-Julien Rojer hanno battuto in finale  Frederik Nielsen /  Martin Pedersen con il punteggio di 7–6(4) 2–6 [10-8]